# Ponte Internacional de Rumichaca
A ponte Internacional de Rumichaca é uma ponte rodoviária sobre o rio Guáitara que constitui a principal passagem fronteiriça entre o Equador e a Colômbia. A Estrada Pan-Americana passa por esta ponte. A ponte situa-se a 3 km da cidade de Ipiales, Colômbia e 7 km de Tulcán, no Equador.
Em 2013, 57,9% das exportações da Colômbia para o Equador passaram pela ponte. No mesmo ano, 77% das exportações do Equador para a Colômbia fizeram o percurso inverso.

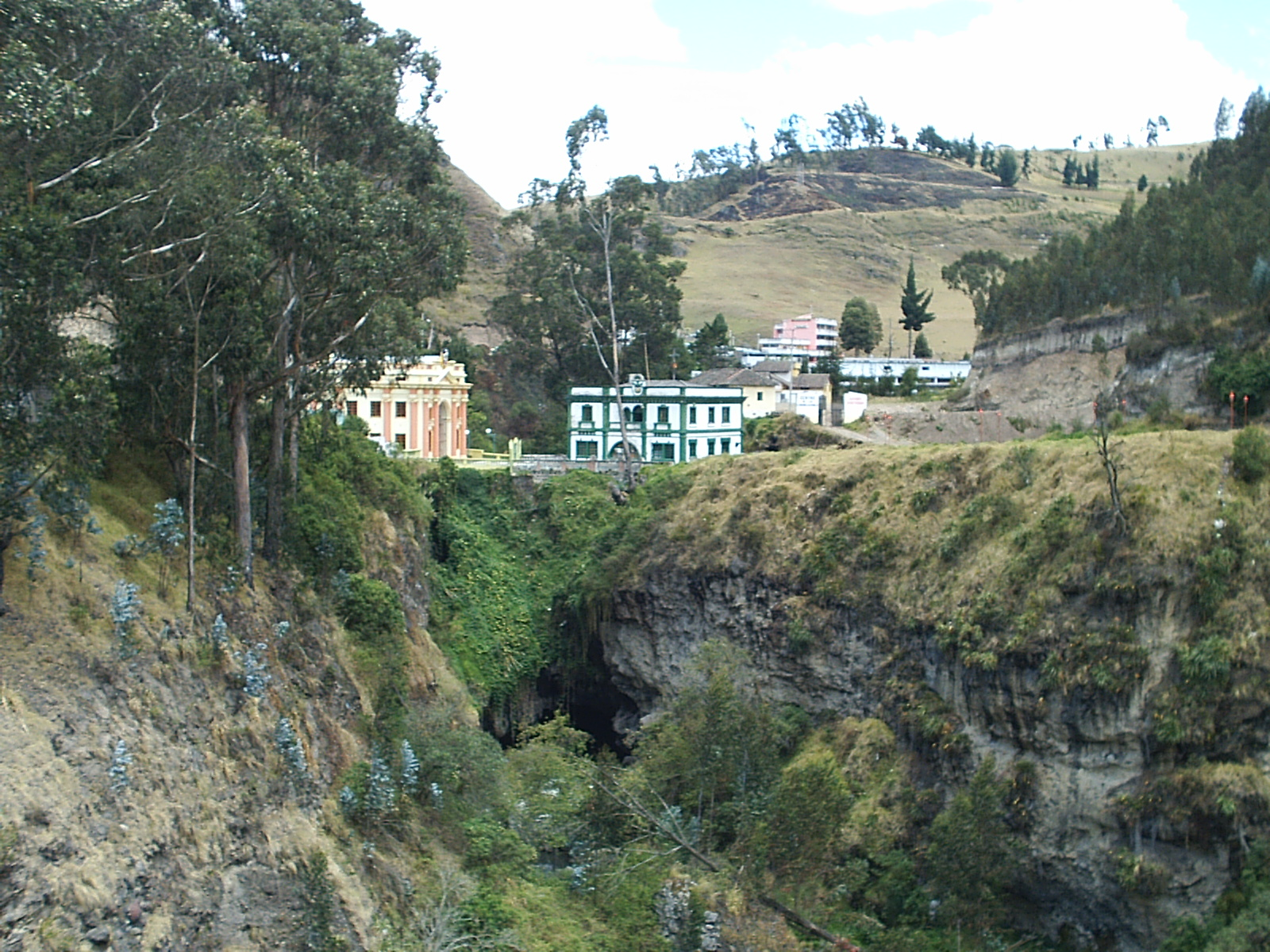
Antigas alfândegas dos dois países.